# Gau-Algesheim
Gau-Algesheim – miasto w Niemczech, w kraju związkowym Nadrenia-Palatynat, w powiecie Mainz-Bingen, siedziba gminy związkowej Gau-Algesheim.

## Współpraca
Miejscowości partnerskie:
- Caprino Veronese, Włochy
- Neudietendorf – dzielnica gminy Nesse-Apfelstädt, Turyngia
- Redford, Stany Zjednoczone
- Saulieu, Francja
- Stotternheim – dzielnica Erfurtu, Turyngia